# Hugo Pfister (Komponist)
Hugo Pfister (* 7. September 1914 in Zürich; † 31. Oktober 1969) war ein Schweizer Komponist.

## Leben
Nach Schule und Abschluss des Lehrerseminars Küsnacht ZH war Hugo Pfister während zehn Jahren Volksschullehrer in Obfelden ZH und nachher in Richterswil. Vielseitig interessiert trieb er wissenschaftliche und künstlerische Studien und besonders das Studium der Musik. Von 1939 an war er Schüler für Klavier, Musiktheorie und Komposition bei Czesław Marek. Trotz langer Abwesenheit im Aktivdienst beschloss er 1943, sich ganz der Musik zu widmen. 1944 erlangte er das Lehrdiplom für Klavier und wurde Klavierlehrer am Lehrerseminar Küsnacht. Pfister war ein begeisterter Segler. Wasser, Wind und Wellen nahmen schon früh einen Platz in seinem musikalischen Schaffen ein. Während eines Freisemesters 1956/1957 hielt er sich in Paris auf, wo er Unterricht bei Nadia Boulanger nahm. Neben seiner Arbeit als Musiklehrer am Lehrerseminar Küsnacht ZH widmete er sich bis zu seinem frühen Tod dem kompositorischen Schaffen. Mit einer Fantaisie concertante begann die Zusammenarbeit mit der Camerata Zürich und ihrem Gründer und Leiter Räto Tschupp, die einige Werke von Hugo Pfister uraufgeführt und auf Schallplatten eingespielt haben.
Hugo Pfisters Musik ist charakterisiert unter anderem durch die weitgehende Verwendung der Zwölftonreihe, die eigenständige Harmonik, eine nicht einfache, aber für den Hörer immer erfassbare rhythmische Struktur. "Die seit der Mittelschulzeit gewachsene Liebe zur Literatur und zur Sprache hat Pfister zu einem idealen Hörspiel- und Bühnenmusiker werden lassen ...", wobei er auch bereits um 1967 elektronisch erzeugte Klänge verwendet hat. Grossen Erfolg schon bei der Uraufführung hatte sein kammermusikalisches Werk Ägäisches Tagebuch, das er nach einer dreiwöchigen Segelfahrt 1963 geschaffen hat. 1967 erkrankte Pfister unheilbar, doch schuf er bis zu seinem frühen Tod 1969 weitere 16 Kompositionen.

## Auszeichnungen
- Ehrengaben der Stadt Zürich 1961 und 1966
- Werkjahr, ausgerichtet vom eidgenössischen Departement des Innern

## Schriften
7 Vorträge und Aufsätze Pfisters sind abgedruckt in der von Räto Tschupp verfassten Biographie, darunter der musikpädagogisch wichtige Text aus dem Jahr 1948 Vom Beitrag des Musikunterrichtes an die Allgemeinbildung in der Mittelschule (S. 96–104) und sein französischer Text von 1956 La nouvelle musique (S. 107–112).

## Diskographie (Auswahl)
- Paul Müller-Zürich, Hugo Pfister, Hans Schaeuble: Konzertante Werke: Konzert für 2 Violinen, Streichorchester und Cembalo op. 61, von Paul Müller-Zürich, 1958/59; Ägäisches Tagebuch für Oboe, Streichorchester und Schlagzeug, von Hugo Pfister, 1963; Musik für 2 Solo-Violinen und Streichorchester op. 18, von Hans Schaeuble, 1935, rev. 1978; Sibylle und Mirjam Tschopp, Violinen, Barbara Zumthurn-Nünlist, Oboe, Camerata Zürich, Dir. Räto Tschupp, Einführungstext Chris Walton; Musik aus der Zentralbibliothek Zürich; Musikszene Schweiz, MGB CD 6160
- Hugo Pfister: Sonata per due trombe, archi e timpani; Henri Adelbrecht, Louis Duquenoy (Trompeten), Camerata Zürich, Dir. Räto Tschupp; 1964; kann im Netzwerk der Schweiz. Nationalphonothek angehört werden: Link.
- Hugo Pfister: Fantaisie concertante für Flöte, Harfe, Horn und Streichorchester; Camerata Zürich, Dir. Räto Tschupp; Radiostudio Zürich 1961; kann im Netzwerk der Schweiz. Nationalphonothek angehört werden: Link.